# Mélonin Noumonvi
Mélonin Noumonvi (ur. 10 października 1982) – francuski zapaśnik w stylu klasycznym. Trzykrotny olimpijczyk. Piąty w Pekinie 2008 i Londynie 2012 (kategoria 84 kg), szesnasty w Atenach 2004 roku. Startował w kategorii 84 kg.
Srebrny medal na mistrzostwach świata w 2009. Brązowy medalista mistrzostw Europy w 2006, 2007, 2010 i 2013. Złoty medal na igrzyskach śródziemnomorskich w 2013 i 2018; brązowe w 2005 i 2009. Ósmy w indywidualnym Pucharze Świata w 2020. Drugi w Pucharze Świata w 2009. Trzeci na igrzyskach europejskich w 2015 i dziewiąty w 2019.
Mistrz Francji w 2001, 2005, 2007, 2008, 2009, 2011, 2013, 2014, 2015, 2109 roku.